# Jonas Aschling
Jonas Aschling, ursprungligen Hemmingsson, född den 18 april 1711 i Asks socken, Östergötlands län, död där den 21 augusti 1780, var en svensk jurist. Han var far till Carl Fredric Aschling. 
Aschling var en tid student vid Uppsala universitet. Han blev auskultant i Svea hovrätt 1736, extra ordinarie kanslist där samma år, extra ordinarie notarie 1737, vice notarie 1742, ordinarie kanslist samma år, som vice häradshövding anförtrodd domaresysslor 1747, notarie i hovrätten 1748, häradshövding i Lyhundra, Frötuna, Länna, Närdinghundra, Sjuhundra, Frösåker, Häverö, Väddö, Bro och Vätö häraders/Skeppslags domsaga i Roslagen 1757, assessor i hovrätten 1762 och hovrättsråd 1767. Aschling beviljades avsked 1777.